# قرار مجلس الأمن التابع للأمم المتحدة رقم 834
قرار مجلس الأمن التابع للأمم المتحدة رقم 834، المتخذ بالإجماع في 1 حزيران / يونيو 1993، بعد إعادة التأكيد على القرارات 696 (1991)، 747 (1992)، 785 (1992)، 793 (1992)، 804 (1993)، 811 (1993) و823 (1993)، أعرب المجلس عن قلقه إزاء تدهور الحالة السياسية والعسكرية والإنسانية في أنغولا ومدد ولاية بعثة الأمم المتحدة الثانية للتحقق في أنغولا لمدة 45 يوماً تنتهي في 15 تموز / يوليو 1993.
وقد فشلت المحادثات بين البلد وجماعة يونيتا المتمردة في أبيدجان بكوت ديفوار ولم يتم التوصل إلى وقف لإطلاق النار. وأيد المجلس جهود الأمين العام بطرس بطرس غالي لإنهاء الأزمة مؤكداً أهمية وجود الأمم المتحدة لدفع عملية السلام قدماً.
بعد تمديد ولاية بعثة الأمم المتحدة الثانية للتحقق في أنغولا حتى 15 يوليو 1993، طالب القرار يونيتا بقبول نتائج انتخابات عام 1992 والالتزام باتفاقات السلام. وأدينت الأعمال والهجمات التي قامت بها يونيتا وحث كلا الطرفين على استئناف المحادثات في أقرب وقت ممكن، مشيراً إلى أن يونيتا ستكون مسؤولة عن أي انهيار للمحادثات. كما دعا المجلس جميع الدول إلى عدم تزويد يونيتا بالدعم العسكري المباشر أو غير المباشر.
ورحب مجلس الأمن بالخطوات التي اتخذها الأمين العام لتعزيز الجهود الإنسانية في أنغولا مع دعوة جميع الدول والوكالات المتخصصة والمنظمات غير الحكومية للمساهمة بسخاء. ودعا كلا الطرفين إلى احترام القانون الإنساني الدولي، بما في ذلك عدم إعاقة وصول المساعدات الإنسانية إلى السكان، وضمان أمن وسلامة العاملين في المجال الإنساني. وأثني على عمل الأمين العام وممثله الخاص بعد إنشاء ممرات إنسانية متفق عليها في البلد.
وأخيراً، طُلب من بطرس غالي تقديم تقرير في 15 تموز / يوليو 1993 أو قبله عن الحالة وتقديم توصيات بشأن الدور الإضافي للأمم المتحدة في عملية السلام. وكرر مجلس الأمن موقفه بأنه سيتخذ إجراءات فورية بناء على توصية الأمين العام بتوسيع وجود الأمم المتحدة في أنغولا.

## روابط خارجية
- نص القرار في undocs.org